# Salinszkoje
Salinszkoje (oroszul: Шалинское) falu Oroszország ázsiai részén, a Krasznojarszki határterületen, a Manai járás székhelye.
Népessége: 3932 fő (a 2010. évi népszámláláskor).
Krasznojarszktól kb. 70 km-re délkeletre helyezkedik el. A legközelebbi vasútállomás (12 km) Kamarcsaga, a transzszibériai vasútvonal Krasznojarszk–Ujar közötti szakaszán.   
A települést 1835-ben alapították és az ottani Sala nevű folyóról nevezték el. A falu 1893-ban voloszty (alsó szintű közigazgatási egység) székhelye, 1924-ben járási székhely lett.